# Buffalo Bill
William Frederick Cody, conegut com a Buffalo Bill (Nascut a prop de Le Claire, Iowa, 26 de febrer de 1846 – i mort a Denver, Colorado, 10 de gener de 1917) fou un militar, caçador de bisons i un artista escènic nord-americà. Als set anys va anar a viure a Leavenworth a l'estat de Kansas.
Fou potser la figura més colorista del Far West, i es feu famós sobretot per l'espectacle de circ que va crear, inspirat en el tema dels cowboys i els indis, i que va portar fins i tot a diverses ciutats europees, inclosa Barcelona el 1889. «Buffalo Bill es va convertir en una icona i alhora un mite de la masculinitat hegemònica que ha perdurat fins als nostres dies a través dels Westerns.»

## Origen del sobrenom
William Frederick Cody, Buffalo Bill, va obtenir el seu sobrenom després de signar un contracte de subministrament de carn de bisó americà als treballadors del ferrocarril Kansas Pacific Railroad. El sobrenom es referia originalment a Bill Comstock. Cody es va guanyar el sobrenom per matar 4.280 bisons americans en vuit mesos entre 1867 i 1868. Ell i Comstock finalment van competir en un concurs de tir sobre el dret exclusiu a utilitzar el nom, que Cody va guanyar.

## Primers anys

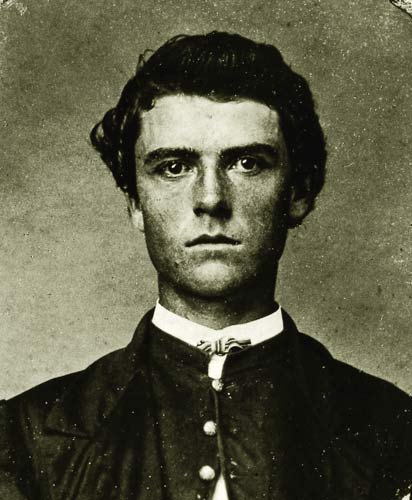
William Cody als 19 anys

Cody pertanyia a una família de la Societat Religiosa d'Amics, els quàquers, fet que sovint ocasionava disputes entre el seu pare, Isaac, i els propietaris d'esclaus. L'altra meitat de la família Cody es va establir al nord de Toronto, al Canadà. Van emigrar junt amb altres famílies de quàquers que no creien en l'esclavitud, provinents de Vermont, Massachusetts i de Pennsilvània, per comprar terres i granges a York, Peel i els comtats d'Ontario. Va ser batejat a la Capella Dixie Union al Comtat de Peel el 1847, no lluny de la granja familiar. Els seus pares Isaac i Maria eren canadencs. La capella va ser construïda amb diners familiars i el terreny va ser donat per Philip Cody al municipi de Toronto.
Als set anys es va traslladar a Leavenworth a l'estat de Kansas. Un dia, quan el seu pare feia un discurs anti-esclavisme, una multitud a favor de l'esclavisme el va atacar i un home el va apunyalar. Cody va ajudar a salvar el seu pare portant-lo a una zona més segura, tot i que mai es recuperaria totalment de les seves ferides. La família va ser perseguida constantment pels partidaris de l'esclavitud, i Isaac Cody passava gran part del seu temps fora de casa per motius de seguretat. Els seus enemics es van assabentar d'una visita planejada a la seva família i van conspirar per matar-lo al camí. Cody, malgrat la seva joventut i el fet que aleshores era malalt, va cavalcar uns 48 km per advertir el seu pare. De tornada, el pare va contreure una infecció que va complicar-se a causa d'una malaltia de ronyó i dels efectes que encara li duraven de l'apunyalament. No ho va poder superar i va morir l'abril de 1857.
Després de la mort del pare, la família Cody va patir dificultats financeres, i als onze anys ell va començar a treballar en una companyia de transport. Muntat a cavall, feia de missatger a cavall. Després es va entrar a l'exèrcit de Johnston com a membre no oficial dels exploradors que tenien com a missió guiar l'exèrcit cap a Utha per sufocar una revolta de la població mormona de Salt Lake City de la qual havien arribat rumors. Segons el relat de Cody a Buffalo Bill's Own Story, a la guerra d'Utah va començar la seva carrera com a «guerrer indi».
A l'edat de catorze anys, la febre de l'or el va atrapar, però de camí als jaciments d'or, es va trobar amb un agent de la Pony Express i va abandonar els seus plans. El van contractar i després de la construcció de diverses estacions de pas i corrals, Cody va obtenir un treball com a genet, que va mantenir fins que va haver de tornar a casa per cuidar la seva mare malalta.

## Servei militar
Quan la seva mare es va recuperar, Cody volia allistar-se com a soldat en l'exercit de la Unió, però va ser rebutjat per ser massa jove. Va començar a treballar en una caravana de transport de mercaderies que lliurava subministraments a Fort Laramie. El 1863, als disset anys, es va allistar com a soldat ras conductor de carros (teamster) al 7è regiment de Voluntaris de Cavalleria de Kansas, on va servir fins al final de la guerra el 1865.
Entre 1868 i 1872 Cody va estar-se de nou a l'Exèrcit dels Estats Units. Part d'aquest temps el va passar explorant territoris indis, i matant bisons per a l'exèrcit i per a la Kansas Pacific Railrway, que construïa un ferrocarril. El gener de 1872 Cody va treballar com a explorador de l'expedició del Gran Duc Alexei Alexandrovich de Rússia, que va ser molt famosa.

### Medalla d'Honor
Cody va rebre una Medalla d'Honor el 1872 per «valentia en l'acció», mentre era un explorador civil en el 3r Regiment de Cavalleria Blindada. El 1917, el Congrés dels Estats Units va revisar les normes per a la concessió de la medalla d'honor, que va ser considerada com a màxim honor militar, i es van revocar 911 medalles concedides amb anterioritat, entre les quals la de Cody. Quan es va restaurar la medalla Dr Mary Edwards Walker's el 1977, se li va tornar la medalla el 12 de juny de 1989.

## Far West

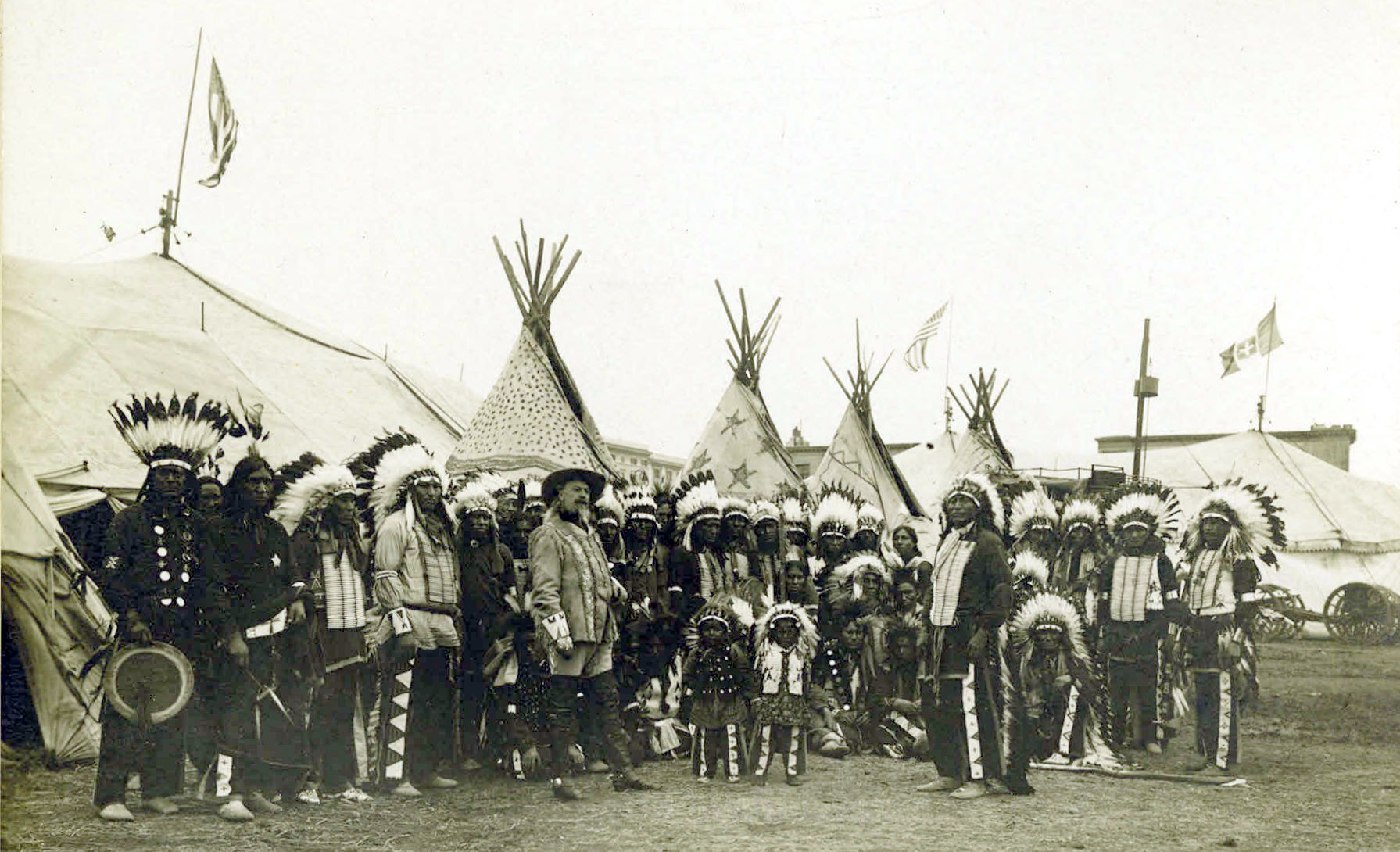
El Wild West Show de 1890

Cody va viatjar a Chicago el desembre de 1872 per fer el seu debut a l'escenari amb el seu amic Texas Jack Omohundro en The Scouts of the Prairie, un dels primers espectacles basats en el Far West, produït per Ned Buntline. Entre 1873 i 1874, Cody i Omohundro van convidar llur amic James Butler "Wild Bill" Hickok perquè se afegís a una nova obra anomenada Scouts of the Plains
El grup va anar de gira durant deu anys. Una de les escenes de l'espectacle incloïa la recreació d'un incident de 1876 a la batalla de Warbonnet Creek, on Cody hauria arrencat el cuir cabellut d'un guerrer xeiene, suposadament en venjança per la mort de George Armstrong Custer.
El 1883, a la regió de North Platte, a Nebraska, Cody va fundar Buffalo Bill's Wild West, (tot i creença popular, la paraula show no apareixia en el títol) un circ que girava anualment. Més de mil treballadors participaven en aquest espectacle.
Amb aquest espectacle, Cody va viatjar pels Estats Units i Europa i va fer molts contactes. Es va quedar, per exemple, a Garden City Kansas, en la suite presidencial de l'Hotel Windsor, on es va fer amic del batkke i el representant estatal, un explorador de la frontera, ranxer, i el caçador anomenat Charles "Buffalo" Jones.
El 1893 el títol de l'espectacle es va canviar per Buffalo Bill's Wild West and Congress of Rough Riders of the World. L'espectacle començava amb una desfilada a cavall, amb la participació de diferents grups culturals entre els quals hi havia militars dels Estats Units i d'altres llocs, cowboys, indis americans i artistes de tot el món en les seves millors gales. Hi havia turcs, gautxos, àrabs, mongols i georgians, entre d'altres, cadascun mostrant els seus cavalls propis i els seus distintius vestits de colors. Els visitants a aquest espectacle podien veure els esdeveniments principals, dots d'habilitat, curses escenificades, i atraccions complementàries. Moltes altes figures històriques de l'Oest van formar part de l'espectacle, com per exemple Bou Assegut. Els integrants de l'espectacle van obtenir fama pròpia, com Annie Oakley i el seu marit Frank Butler. Buffalo Bill i els seus artistes intèrprets o executants van recrear el servei de diligències de la Pony Express i els atacs dels indis a caravanes i els robatoris a diligències. Es diu que la funció acabava amb una representació de la batalla de Little Bighorn, on Cody interpretava el General Custer.

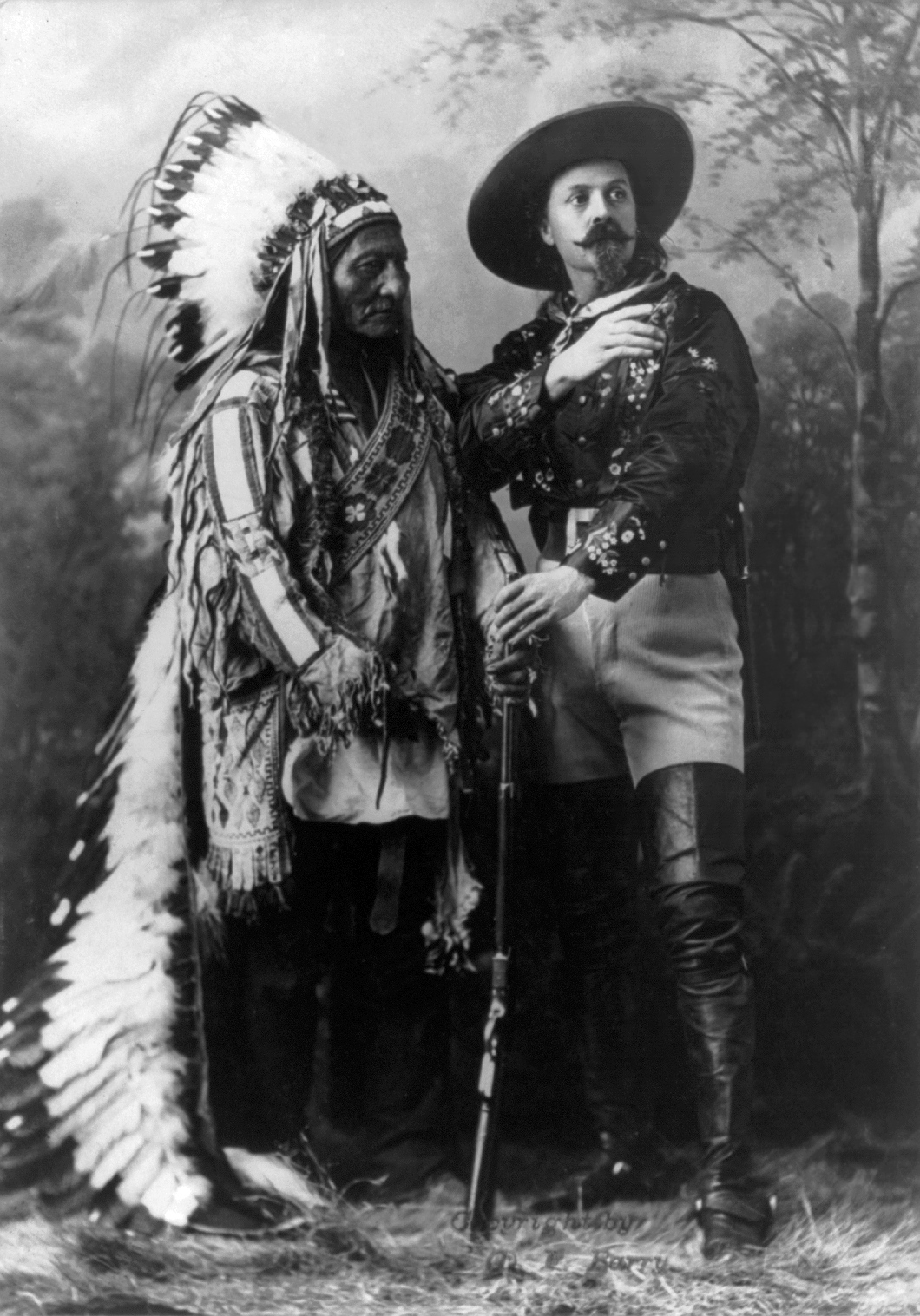
Bou Assegut i Buffalo Bill, Montreal, QC, 1885

Els beneficis de l'espectacle van permetre a Cody comprar-se un ranxo prop de North Platte, a Nebraska, el 1886. El Scout Rest Ranch incloïa una mansió de divuit habitacions i una establia on mantenir bestiar de l'espectacle durant l'hivern.
El 1887, convidat per un ric home de negocis britànic, Cody va dur l'espectacle a Gran Bretanya per actuar en les celebracions del Jubileu d'Or de la Reina Victòria. L'espectacle es va estrenar a Londres abans de passar a Birmingham i després Salford, prop de Manchester, on va romandre durant cinc mesos.
El 1889 l'espectacle va girar per Europa. El 1890 Cody va ser rebut pel papa Lleó XIII. El 1893 va crear una exposició a prop de l'Exposició Universal de Chicago de 1893, que va contribuir en gran manera a la seva popularitat, i va molestar els promotors de l'Exposició. Segons el llibre The Devil in the White City («El diable a la Ciutat Blanca»), la seva petició per participar-hi va ser rebutjada; per això va instal·lar el seu espectacle just a l'oest del recinte firal i va aprofitar l'afluència de públic a l'Exposició. Però com que el seu espectacle no formava part de l'Exposició Universal, no havia de pagar als promotors cap royalty.
El 1908 Pawnee Bill i Buffalo Bill es van associar i van crear el Two Bills' show. Aquest espectacle es va cancel·lar quan es representava a Denver.

### Projecte d'irrigació

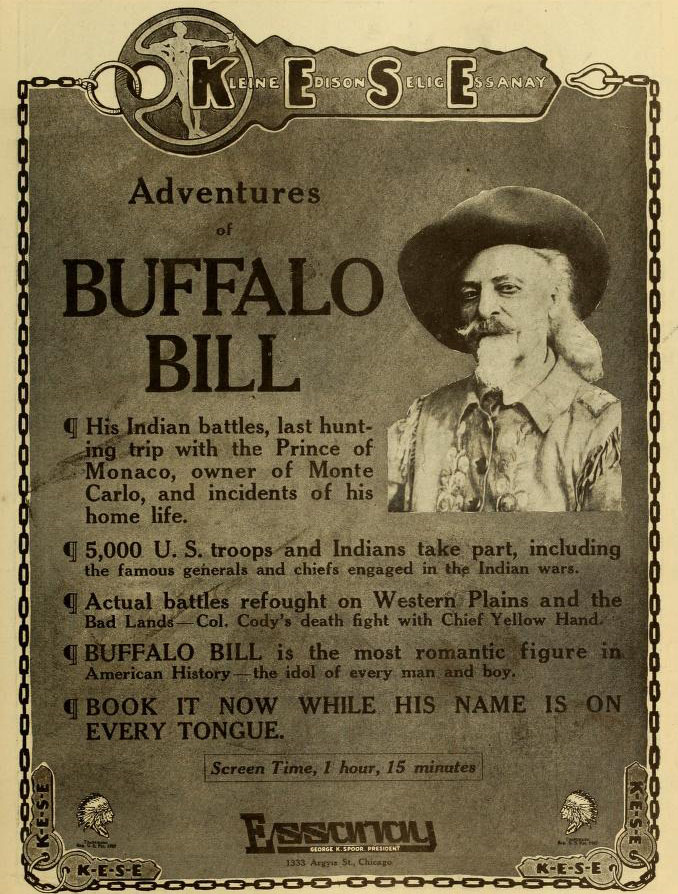
The Adventures of Buffalo Bill (1914)

Segons alguns historiadors, com ara Larry McMurtry i RL Wilson, a començament del segle xx, Buffalo Bill Cody era el personatge més famós del planeta. Cody va contribuir a difondre el valor de les cultures índies americanes i de l'Oest. Tot i així, va viure en primera persona la transformació dels Estats Units, i va ser testimoni de l'amenaça de desaparició dels bisons, de la instal·lació de ferrocarrils, de la privatització de les terres per a l'agricultura i la ramaderia, del confinament de les tribus indígenes en reserves, de l'explotació de recursos naturals com ara el carbó, el petroli i el gas natural.
El 1897 i 1899 Cody i els seus socis van comprar a l'Estat de Wyoming el dret d'extracció d'aigua del riu Shoshone per regar uns 680 km² de terra al Big Horn Basin. Es va començar a construir un canal de reg, però en els seus plans no es preveia un dipòsit per a l'aigua i Cody i els seus socis no van reunir prou capital per a completar el seu pla. A principi de 1903 es van associar amb la Junta de Comissionats de les Terres de Wyoming per instar el govern federal a intervenir i ajudar amb el desenvolupament del reg a la vall.
El Projecte Shoshone va ser un dels primers projectes federals de reg del recentment format Servei de Recuperació, que més tard es coneixeria com el Bureau of Reclamation. El 1903, els enginyers van recomanar la construcció d'una presa al riu Shoshone, que va començar el 1905, un any després que el projecte fos autoritzat. Gairebé tres dècades després de la construcció, la presa i embassament van ser rebatejades en Buffalo Bill Dam (pantà de Buffalo Bill) en honor de Cody, per una llei del Congrés dels Estats Units.

## La vida a Cody, Wyoming
El 1895, William Cody va ser cabdal en la fundació del municipi de Cody, la seu del comtat de Park, al nord-oest de Wyoming. Al lloc on es va establir la comunitat hi ha ara el museu municipal de l'Antiga Ruta (Old Trail Town Museum), que honora les tradicions de la vida de l'Oest. Cody va passar per primer cop per aquesta regió en la dècada de 1870. Va quedar tan impressionat per les possibilitats de desenvolupament del reg, pel sòl fèrtil, paisatges grandiosos, les possibilitats de caça i la proximitat al parc de Yellowstone, que hi va tornar a mitjans de la dècada de 1890 per establir-hi una ciutat. Va tornar-hi amb un grup d'homes que més endavant donarien nom a carrers de la ciutat: Beck, Alger, Rumsey, Bleistein i Salsbury. La ciutat va ser constituïda el 1901.
El novembre de 1902, Cody va obrir l'Hotel Irma –el nom de la seva filla– al centre de Cody. Va pensar que el nombre de turistes a la ciutat aniria augmentant perquè s'havia inaugurat una línia de ferrocarril fins a Burlington, i esperava que gastessin diners en els negocis locals, entre els quals el seu hotel. També va pensar que els turistes aprofitarien l'estada per visitar el parc de Yellowstone, i va fer construir pel camí dues fondes —Wapiti Inn i Pahaska Tepee— que es van inaugurar el 1905.
Cody també va establir un ranxo —el TE Ranch— a uns 35 km de Cody. Quan va adquirir aquesta propietat, va fer-se portar bestiar des de Nebraska i Dakota del Sud. Aquest nou ramat va portar la marca TE. Els últims anys de la dècada de 1890 van ser una bona època per al seu espectacle Buffalo Bill's Wild West i va invertir part dels beneficis en la compra de més terres per engrandir el ranxo. Finalment Cody va adquirir al voltant de 32 km² de terres per a la ramaderia i va reunir al voltant d'un miler de caps de bestiar. Al seu ranxo va rebre visites de personatges importants d'Europa i Amèrica.

## La vida a Staten Island, Nova York
Cody va portar el seu Wild West Show a un port de mariners anomenat Erastina (anomenat així pel promotor de Staten Island Erasto Wiman) durant dues temporades entre 1886 i 1887. Durant l'hivern de 1886, el programa es va traslladar a l'interior del Madison Square Garden. El seu show hauria atret milions de visitants a l'illa. La seva autobiografia de 1879 es titula La vida i aventures de Buffalo Bill.

## Mort

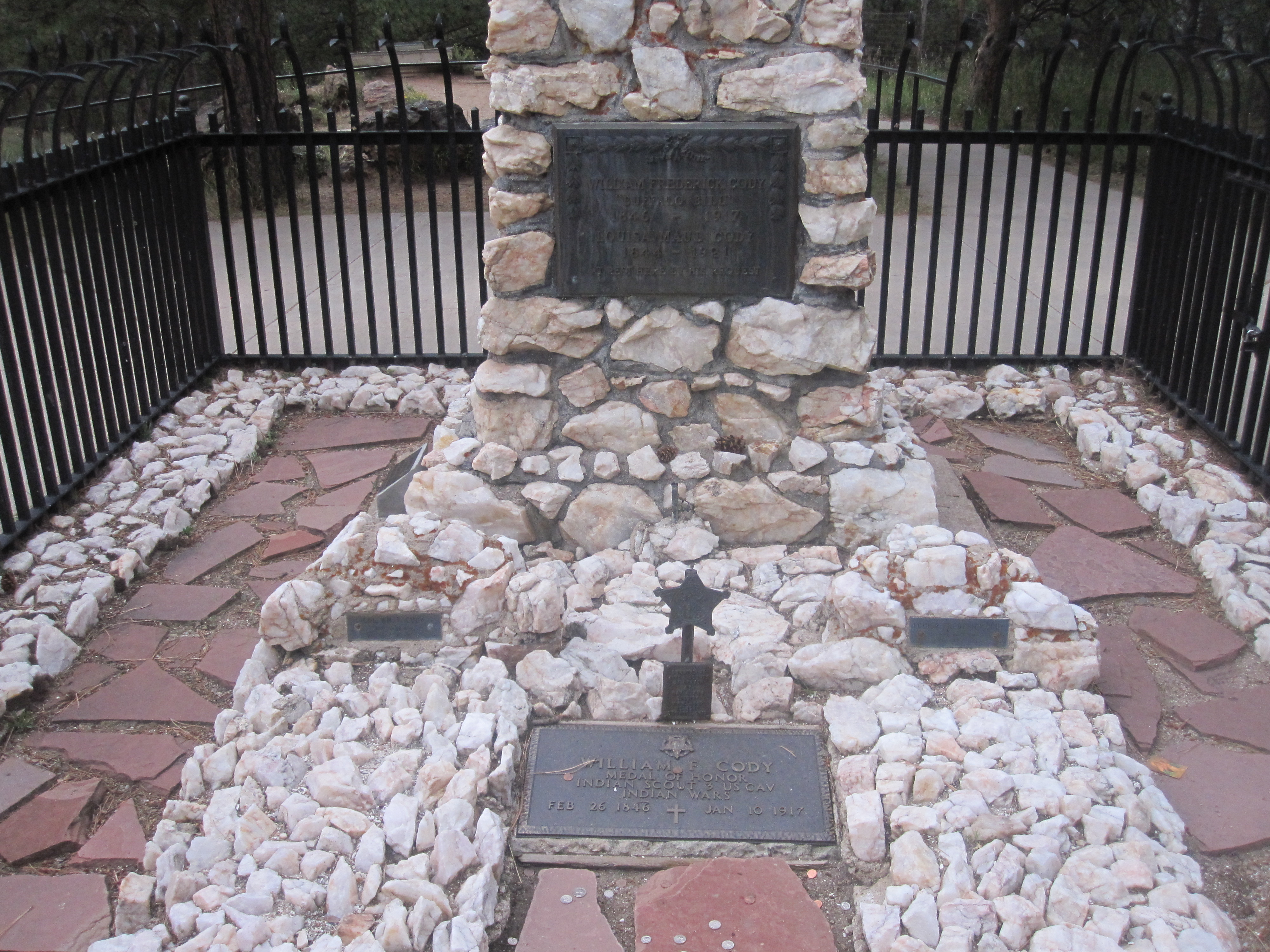
La tomba de Cody es troba a Lookout Mountain, Colorado.

William F. Cody va morir d'una insuficiència renal el 10 de gener de 1917, envoltat de familiars i amics a casa de la seva germana a Denver. Després de la notícia de la mort de Cody, va rebre homenatges del rei Jordi V del Regne Unit, el kaiser Guillem II de Prússia, i el president Woodrow Wilson El funeral va ser a Denver al Saló Elks Lodge. El governador de Wyoming, John B. Kendrick, que era amic de Cody, va encapçalar la processó funerària a la Elks Lodge. Avui dia, hi ha controvèrsia pel que fa al lloc on Cody hauria d'haver estat enterrat.

## Buffalo Bill en les arts.
A la televisió, el seu personatge ha aparegut en sèries com Bat Masterson i fins i tot a Bonanza. El seu personatge ha estat retratat de diferents maneres, des d'un estadista a un exhibicionista ostentós.
El 2023 Ramon Madaula i Raquel Sans van crear l'espectacle Buffalo Bill a Barcelona al Teatre Goya. La periodista Sans hi juga si mateixa i hi entrevista Buffalo Bill, interpretat per Madaula.
Buffalo Bill ha estat retratat en el cinema i la televisió per diferents actors:
| - Ell mateix (1897 and 1911) (Buffalo Bill and Escort) (Buffalo Bill on the Train) - George Waggner (1924) (The Iron Horse) - John Fox, Jr. (1924) - Jack Hoxie (1926) - Roy Stewart (1926) - William Fairbanks (1928) - Tom Tyler (1931) - Douglass Dumbrille (1933) - Earl Dwire (1935) - Moroni Olsen (1935) - Ted Adams (1936) (Custer's Last Stand) - James Ellison (1936) (The Plainsman) - Carlyle Moore (1938) - Jack Rutherford (1938) - George Reeves (1940) (Pony Express Days) - Roy Rogers (1940) (Young Buffalo Bill) |  | - Joel McCrea (1944) (Buffalo Bill) - Richard Arlen (1947) (Buffalo Bill Rides Again) - Enzo Fiermonte (1949) - Monte Hale (1949) - Louis Calhern (1950) - Tex Cooper (1951) - Clayton Moore (1952) (Buffalo Bill in Tomahawk Territory) - Rodd Redwing (1952) - Charlton Heston (1953) (Pony Express) - William O'Neal (1957) - Malcolm Atterbury (1958) - James McMullan (1963) - Gordon Scott (1964) (Buffalo Bill, Hero of the Far West) - Guy Stockwell (1966) - Rufus Smith (1967) - Matt Clark (1974) |  | - Michel Piccoli (1974) - Paul Newman (1976) (Buffalo Bill and the Indians, or Sitting Bull's History Lesson) - Buff Brady (1979) - R. L. Tolbert (1979) - Ted Flicker (1981) - Robert Donner (1983) - Ken Kercheval (1984) - Jeffrey Jones (1987) - Stephen Baldwin (1989) - Brian Keith (1993) - Dennis Weaver (1994) - Keith Carradine (1995) - Peter Coyote (1995) - J. K. Simmons (2004) (Hidalgo) - Frank Conniff (2005) (Percy, Buffalo Bill och jag) - Cameron Klinger (2008) - Nicholas Campbell (2009) |